# Mark Mendoza
Mark "The Animal" Mendoza (Mark Glickman, 13 de julio de 1956) es un músico de rock estadounidense y miembro de la banda de hard rock Twisted Sister.

## Carrera
Se unió a Twisted Sister el 31 de octubre de 1978, después de abandonar la agrupación The Dictators. También tuvo una breve aparición en la agrupación de rock sureño Blackfoot.
Mendoza tocó el bajo en todos los álbumes oficiales de Twisted Sister. Mezcló el álbum Under the Blade cuando fue relanzado por Atlantic Records, y fue el productor de los discos Still Hungry y A Twisted Christmas.

## Discografía

### Con Twisted Sister
- Under the Blade – 1982
- You Can't Stop Rock 'n' Roll – 1983
- Stay Hungry – 1984
- Come Out and Play – 1985
- Love Is for Suckers – 1987
- Still Hungry – 2004
- A Twisted Christmas – 2006